# Timothy Ferriss
Ne pas confondre avec le musicien Tim Farriss.
Timothy (abrégé en Tim) Ferriss, né le 20 juillet 1977 à East Hampton (État de New York), est un écrivain et entrepreneur américain multipotentiel.
Deux de ses livres, La semaine de 4 heures (en) et The 4-Hour Body (en),,, sont entrés dans la New York Times Best Seller list.
Il est l'auteur du livre Les Outils des géants.

## Jeunesse
Timothy Ferriss a grandi à East Hampton dans l’État de New York et a fait ses études à l'école Saint-Paul. Il a obtenu un diplôme en études de l'Asie de l'Est à l'université de Princeton en 2000, (après s'être réorienté de la filière Neuroscience pour éviter de mettre "des électrodes sur des têtes de chats").  Son diplôme en poche, Ferriss a travaillé au service vente d'une entreprise de stockage de données. Frustré de l'inefficacité de son entreprise ainsi que de son salaire, il a alors commencé à monter sa propre entreprise sur Internet pendant ses heures de travail.
Tim Ferriss détient le record dans le Livre Guinness des records pour le nombre de rotation de tango en moins d'une minute. Le record a été établi durant l'émission Live with Regis and Kelly avec sa partenaire de tango, Alicia Monti.
Avant sa carrière d'écrivain, il a remporté la médaille d'or du championnat national de Sanda en Chine,, en 1999 dans la catégorie des moins de 74 kg. Il a utilisé une technique qui consiste à pousser ses adversaires hors du ring : il s'est déshydraté dangereusement avant la pesée des participants puis il s'est réhydraté juste avant le combat afin de combattre dans une catégorie de poids inférieure à celle son poids réel.

## Carrière d'entrepreneur

### BrainQUICKEN
En 2001, Tim Ferriss a créé BrainQUICKEN, une entreprise de vente en ligne de compléments nutritionnels qui commercialise un produit accélérateur neurotransmetteur composé de deux autres produits : BodyQuick et Brainquicken. Il inclut les ingrédients suivants : « Cobalamine, Niacinamide, acide folique, Diméthylaminoéthanol, Pyridoxine, Acide pantothénique(Calcium pantothénique), Cognamine complexe (composée de : Phosphatidylsérine, Bitartrate de choline, Vinpocetine, Salix alba, Acide lipoïque, Tyrosine, Ciwujia ». Ce produit a été testé pour augmenter la rapidité de la transmission neuro-cérébrale et le traitement de l'information neurologique, il prend effet 60 min après ingestion,,,. 
En 2010, la société BrainQUICKEN a été vendue à une société de capital-investissement basée à Londres,.

### Business angel et télévision
Ferriss est un business angel et un consultant pour startups,. Il a investi et a été consultant dans des startups comme StumbleUpon, Posterous, Evernote, DailyBurn, Shopify, Reputation Defender, Trippy, Foodzie, Badongo, TaskRabbit, RescueTime, and SimpleGeo ainsi que dans des petits capitaux propres sur Facebook et Twitter,,,,,,.
En décembre 2008, Ferriss anime et présente une émission de télévision sur History où il dispose d'une semaine pour essayer d'acquérir une compétence qui s'apprend en théorie par une pratique régulière sur plusieurs années. Dans l'épisode pilote il s'entraîne à l'art du yabusame, une technique de tir à l'arc japonaise pratiquée à cheval.

### Distinctions
L'Institut Aspen a nommé Tim Ferriss en tant que Compagnon Henry Crown (en) en mars 2009.
En 2012, il a été listé par Newsweek dans son Catalogue du Pouvoir Digital comme la septième personnalité la plus influente sur Internet. En 2008, il a remporté le prix du « plus grand auto-promoteur de tous les temps » de Wired (magazine) et a été nommé « l'une des personnalités les plus innovantes de l'année 2007 » par Fast Company (magazine).

## Carrière d'écrivain

### La Semaine de 4 heures
La Semaine de 4 heures a été publié par Crown Publishing Group en avril 2007. Le livre met en garde contre la surcharge d'information, il recommande ce que Tim Ferriss appelle « l'ignorance sélective » et il utilise le concept de « conception de style de vie » (lifestyle design en anglais). Il fait également la promotion de l'emploi d'assistant virtuel originaire de pays en développement comme l'Inde.
Lors de sa première édition (aux États-Unis), Timothy Ferriss a fait une grosse promotion de son livre par le biais de blogueurs avec qui il avait noué des relations personnelles,. Il était un parfait inconnu avant la publication de son livre,. À l’époque son livre a fini par atteindre les premières places de la New York Times Best Seller List et de celle du Wall Street Journal. Aujourd’hui il s’est vendu plus de 1 350 000 copies. 
Le 15 décembre 2009, The Four-Hour Workweek, Expanded and Updated a été publié par Random House.
En France, la traduction a été faite par Emily Bourgeaud et éditée par Pearson Education (la seconde édition a été publiée le 30 avril 2010).
Le livre est également la source d'un blog du même nom qui est aussi géré par Tim Ferriss. Il se maintient dans le top 1000 de Technorati. 
La Semaine de 4 heures a rencontré des critiques à la fois positives et négatives. Leslie Garner de Daily Telegraph a noté que le livre a été écrit dans un « style incisif » et que Ferriss a « touché une corde sensible avec sa critique de la dévotion soumise des ouvriers envers les grandes entreprises ». Nara Schoenberg du Chicago Tribune s'est demandé « s'il y a, aujourd'hui aux États-Unis, un meilleur vendeur au venin aussi doux que Timothy Ferriss ? ».